# Bogusław Nadolski

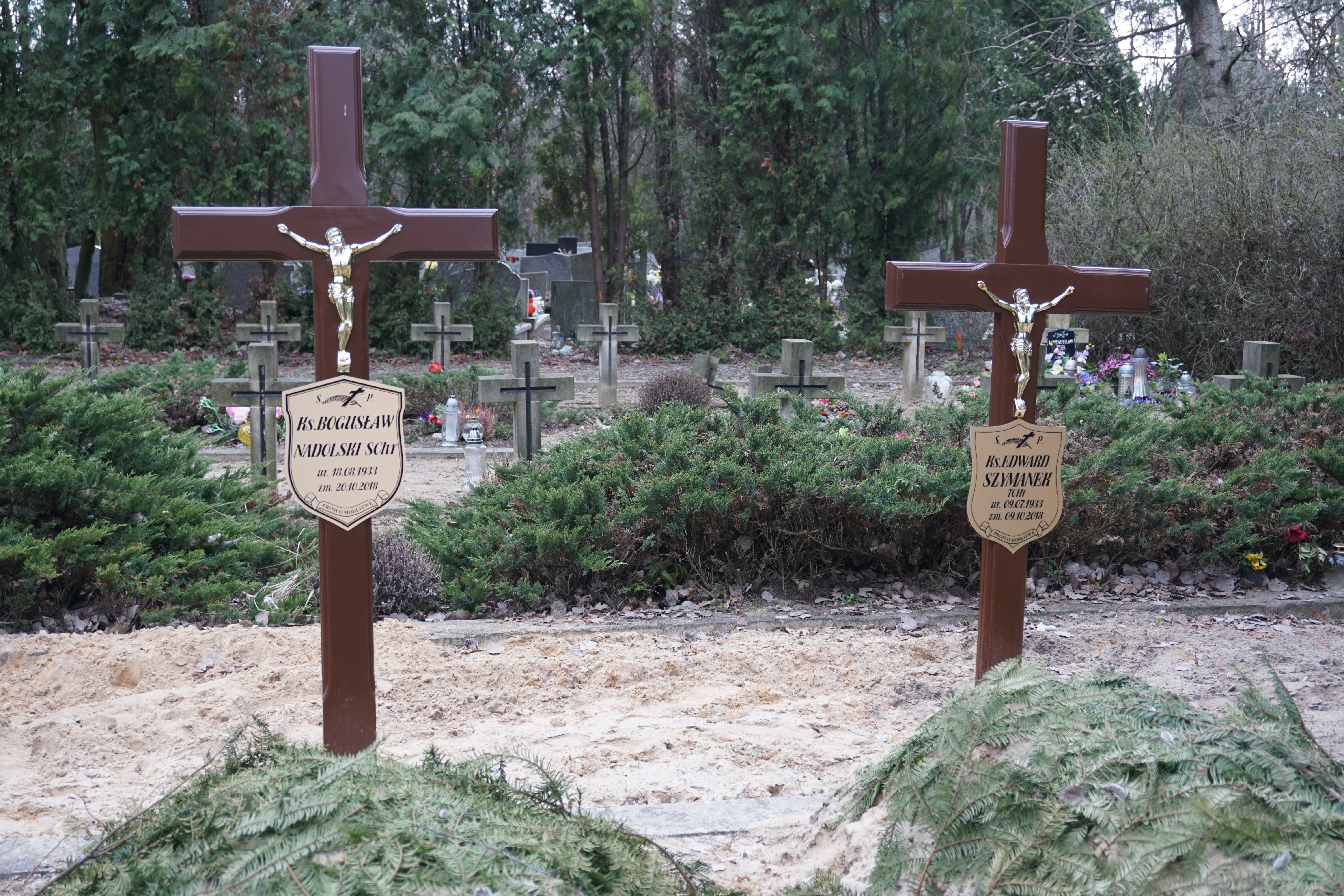
Groby księży Bogusława Nadolskiego i Edwarda Szymanka na cmentarzu Miłostowo w Poznaniu

Bogusław Nadolski (ur. 18 sierpnia 1933 w Skrzeszowicach, zm. 20 października 2018 w Poznaniu) – polski ksiądz rzymskokatolicki, chrystusowiec, profesor nauk teologicznych, specjalista w zakresie liturgiki.

## Życiorys
Mając 16 lat wstąpił do nowicjatu Towarzystwa Chrystusowego dla Polonii Zagranicznej w Ziębicach. W 1950 uzyskał maturę i złożył pierwszą profesję zakonną. Następnie studiował filozofię i teologię w Wyższym Seminarium Duchownym Towarzystwa Chrystusowego w Poznaniu (1951-1957). W 1954 złożył śluby wieczyste, 6 kwietnia 1957 otrzymał z rąk bp. Franciszka Jedwabskiego święcenia kapłańskie. W latach 1957–1963 był wikariuszem i katechetą w Goleniowie i w Szczecinie. W 1963 rozpoczął studia na Wydziale Teologii Katolickiego Uniwersytetu Lubelskiego. W 1965 uzyskał na tej uczelni magisterium i licencjat, a w 1966 stopień naukowy doktora na podstawie pracy pt. Podstawy filozoficzne wychowania chrześcijańskiego w poglądach Jacques’a Maritaina. Studium pedagogiczno-pastoralne. W 1966 został wykładowcą liturgiki w Wyższym Seminarium Duchownym Towarzystwa Chrystusowego dla Polonii Zagranicznej w Poznaniu. W latach 1969–1977 był rektorem tej uczelni. Wykładał liturgikę w Wyższym Seminarium Duchownym księży salezjanów w Lądzie (1968-1969).
W 1980 uzyskał na Akademii Teologii Katolickiej w Warszawie (obecnie UKSW) stopień naukowy doktora habilitowanego nauk teologicznych w zakresie liturgiki na podstawie dorobku naukowego oraz monografii pt. Urzeczywistnianie się Kościoła w liturgii w świetle dokumentów Vaticanum II. Został wykładowcą na Wydziale Teologicznym ATK, pełnił tam m.in. funkcję kierownika Katedry Teologii Liturgii. W 1989 otrzymał tytuł naukowy profesora zwyczajnego nauk teologicznych. Był także wykładowcą na Papieskim Wydziale Teologicznym w Warszawie (Sekcja św. Jana Chrzciciela) i w Wyższym Seminarium Duchownym Towarzystwa Chrystusowego dla Polonii Zagranicznej.
Pod jego kierunkiem powstało ponad 160 prac magisterskich i 15 prac doktorskich.
Autor wielu publikacji, wydawanych także w Wydawnictwie SALWATOR z zakresu liturgiki, czterotomowego podręcznika pt. Liturgika (Poznań 1989–1992) oraz monumentalnego Leksykonu liturgii (2006). 
W 2000 odznaczony Krzyżem Kawalerskim Orderu Odrodzenia Polski.
Laureat Nagrody im. Idziego Radziszewskiego Towarzystwa Naukowego KUL  za rok (2010), za całokształt dorobku naukowego w duchu humanizmu chrześcijańskiego.
Zmarł 20 października 2018 w Poznaniu. Został pochowany 26 października 2018 na cmentarzu Miłostowo w Poznaniu w kwaterze Towarzystwa (pole 18).

## Członkostwo w gremiach naukowych i podobnych
- Arbeitsgemeinschaft Katholischer Liturgikdozenten (od 1974)
- Societas Liturgica. An international Ecumenical Society for Liturgical Research and Renewal (od 1975)
- Towarzystwo Naukowe Katolickiego Uniwersytetu Lubelskiego (od 1982)
- Poznańskie Towarzystwo Przyjaciół Nauk (od 1983)
- Sekcja Wykładowców Liturgiki w Polsce (przewodniczący 1981-1986)
- Komisja Episkopatu ds. Seminariów Duchownych (1979-1987)
- Komisja Episkopatu ds. Liturgii i Duszpasterstwa Liturgicznego (1990-1995)
- Komisja ds. Kultu Bożego i Dyscypliny Sakramentów (konsultor, od 1996 roku)[2]

## Publikacje
- Odpowiedzi na 101 pytań o Mszę świętą, wyd. WAM, Kraków 2005.
- Ambona. Historia, znaczenie, symbolika, wyd. PETRUS, Kraków 2008.
- Św. Paweł Wielki Apostoł, wyd. PETRUS, Kraków 2008.
- Gesty w Eucharystii, wyd. SALWATOR, Kraków 2009.
- Misterium chrześcijańskiego ołtarza, wyd. SALWATOR, Kraków 2009.
- Leksykon symboli liturgicznych, wyd. SALWATOR, Kraków 2010.
- Co zrobić, by rodzina była krainą miłości?, wyd. PETRUS, Kraków 2010.
- Niedziela. Historia, znaczenie, symbolika, wyd. PETRUS, Kraków 2010.
- Kompleta, czyli liturgiczna modlitwa na zakończenie dnia, wyd. PETRUS, Kraków 2011.
- Eucharystia komunią z Chrystusem i między nami, wyd. SALWATOR, Kraków 2012
- Miejsce kapłana w sprawowaniu Eucharystii, wyd. SALWATOR, Kraków 2012
- Otwórzmy serca i drzwi pielgrzymom, seria „Światowe Dni Młodzieży”, (współautorstwo: Robert Nęcek), wyd. PETRUS, Kraków 2015.
- Modlitwy na spotkanie z papieżem, seria „Światowe Dni Młodzieży”, wyd. PETRUS, Kraków 2015.
- Chrystus pośród was – nasza  nadzieja chwały, wyd. SALWATOR, Kraków 2015
- Na Anioł Pański biją dzwony, wyd. PETRUS, Kraków 2016
- Gwiazda Morza, wyd. PETRUS, Kraków 2016
- Idźcie i głoście..., wyd. PETRUS, Kraków 2016